# Europese weg 105
De Europese weg 105 of E105 is een Europese weg die loopt van Kirkenes in Noorwegen naar Jalta in Oekraïne. De weg is de langste 3 cijferige E-weg.

## Algemeen
De Europese weg 105 is een Klasse A Noord-Zuid-referentieweg en verbindt het Noorse Kirkenes met het Oekraïense Jalta en komt hiermee op een afstand van ongeveer 3770 kilometer. De route is door de UNECE als volgt vastgelegd: Kirkenes - Moermansk - Petrozavodsk - Sint-Petersburg - Moskou - Orjol - Charkov - Simferopol - Jalta.
Europese wegen:
E6 · E8 · E10 · E12 · E14 · E16 · E18 · E39 · E45 · E69 · E75 · E105 · E134 · E136
Riksveier:
2 · 
3 · 
4 · 
5 · 
7 · 
9 · 
12 · 
13 · 
15 · 
19 · 
20 · 
21 · 
22 · 
23 · 
25 · 
35 · 
36 · 
40 · 
41 · 
42 · 
44 · 
47 · 
52 · 
55 · 
70 · 
73 · 
77 · 
80 · 
83 · 
85 · 
92 · 
93 · 
94 · 
110 · 
111 · 
120 · 
150 · 
156 · 
159 · 
162 · 
163 · 
190 · 
191 · 
200 · 
282 · 
420 · 
451 · 
502 · 
509 · 
510 · 
518 · 
555 · 
562 · 
580 · 
616 · 
617 · 
658 · 
681 · 
706 · 
827 · 
833 · 
853 · 
862 · 
881 · 
887 · 
892 · 
893